# Меджидов, Магомед Меджидович (микробиолог)
Ме́джидов Магоме́д Меджидович (род. 1935, Батлаич, Дагестанская АССР) — советский, российский учёный, доктор медицинских наук, профессор, член-корреспондент РАЕН, генеральный директор ООО НПП «Питательные среды». 
 .

## Биография
По окончании школы Магомед в Дагестанский государственный медицинский институт, который окончил в 1961 году и направился в аспирантуру кафедры микробиологии Саратовского медицинского института, где в 1964 году защитил кандидатскую диссертацию. С 1970 по 1973 гг. заведовал центральной лабораторией в Алжире, в дальнейшем работал ассистентом, затем доцентом, а с 1999 по 2009 годы заведующим кафедры микробиологии, вирусологии и иммунологии Дагмедакадемии. Под руководством Меджидова на базе кафедры микробиологии, вирусологии и иммунологии ДГМА был организован Республиканский центр по мониторингу антибиотикорезистентности микроорганизмов (РЦМАР). В 1987 году защитил докторскую диссертацию по теме: «Разработка и производство микробиологических питательных сред на основе непищевого сырья».
Меджидов является педагогом и ученым специалистом в области микробиологии и биотехнологии, в конструировании сухих питательных сред (СПС) и разработке микротестсистем (МТС), а также генеральным директором НПО «Питательные среды» МЗ СССР и МЗ РФ, председателем Координационного центра по микробиологическим питательным средам при МЗ РФ, руководитель лаборатории «Клинической микробиологии» ДНЦ РАМН.
В течение 23 лет возглавлял отрасль по производству питательных сред МЗ СССР и МЗ РФ. Под руководством Меджидова была создана научная школа специалистов в области конструирования питательных сред. Впервые создано новое научное направление в медицинской микробиологии по разработке МТС (микротестсистемы) для экспресс-диагностики инфекционных заболеваний. Разработаны и внедрены в производство более 100 новых отечественных препаратов для диагностики инфекционных болезней, клинической и санитарной микробиологии, фарминдустрии. Среди них комплекс питательных сред для лабораторной диагностики туберкулеза, особо опасных, кишечных и др. инфекций. Меджидов избран академиком РАЕН, Российской академии медико-технических наук (РАМТН) и Международной академии реальной экономики, он также является член-корром. РАТН.

## Научный вклад
Меджидов является автором инновационного проекта по организации «Медицинской и фармацевтической промышленности в РД», включенный в «Стратегию 2020» РД. Результаты научной и практической деятельности Меджидова реализованы в кандидатской и докторской диссертациях и научных работах его учеников, 28-ми изобретениях и патентах, 35 научно-технических документациях, 234 опубликованных научных трудах, 16 методических указаниях по микробиологии, вирусологии и иммунологии для студентов медицинских вузов, 6 монографиях, среди них: «Методические рекомендации для бактериологов» (на французском языке), «Справочник по микробиологическим питательным средам», «Микротестсистемы в лабораторной диагностике инфекционных болезней».

## Звания и награды
- «Отличник здравоохранения» (СССР)
- орден «За особые заслуги перед отечественным здравоохранением»
- «Ветеран труда»
- Золотая медаль ВДНХ